# Mézidon-Vallée-d'Auge
Mézidon-Vallée-d'Auge es una comuna nueva francesa situada en el departamento de Calvados, de la región de Normandía.

## Historia
Fue creada el 1 de enero de 2017, en aplicación de una resolución del prefecto de Calvados de 9 de septiembre de 2016 con la unión de las comunas de Coupesarte, Crèvecœur-en-Auge, Croissanville, Grandchamp-le-Château, Lécaude, Le Mesnil-Mauger, Les Authieux-Papion, Magny-la-Campagne, Magny-le-Freule, Mézidon-Canon, Monteille, Percy-en-Auge, Saint-Julien-le-Faucon y Vieux-Fumé, pasando a estar el ayuntamiento en la antigua comuna de Mézidon-Canon.

## Demografía
| Gráfica de evolución demográfica de Mézidon-Vallée-d'Auge entre 1800 y 2014 |
|                                                                             |

Los datos entre 1800 y 2013 son el resultado de sumar los parciales de las catorce comunas que forman la nueva comuna de Mézidon-Vallée-d'Auge, cuyos datos se han cogido de 1800 a 1999, para las comunas de Coupesarte, Crèvecœur-en-Auge, Croissanville, Grandchamp-le-Château, Lécaude, Le Mesnil-Mauger, Les Authieux-Papion, Magny-la-Campagne, Magny-le-Freule, Mézidon-Canon, Monteille, Percy-en-Auge, Saint-Julien-le-Faucon y Vieux-Fumé de la página francesa EHESS/Cassini. Los demás datos se han cogido de la página del INSEE.

## Composición
| Comuna delegada        | Código INSEE | Población (2013) | Superficie (km²) | Densidad (hab./km²) |
| ---------------------- | ------------ | ---------------- | ---------------- | ------------------- |
| Coupesarte             | 14189        | 37               | 4.47             | 8                   |
| Crèvecœur-en-Auge      | 14201        | 516              | 2.15             | 240                 |
| Croissanville          | 14208        | 480              | 4.41             | 109                 |
| Grandchamp-le-Château  | 14313        | 68               | 3.45             | 20                  |
| Lécaude                | 14359        | 155              | 8.14             | 19                  |
| Le Mesnil-Mauger       | 14422        | 1070             | 31.24            | 34                  |
| Les Authieux-Papion    | 14031        | 76               | 4.28             | 18                  |
| Magny-la-Campagne      | 14386        | 553              | 6.26             | 88                  |
| Magny-le-Freule        | 14387        | 319              | 6.38             | 50                  |
| Mézidon-Canon          | 14431        | 4945             | 10.92            | 453                 |
| Monteille              | 14444        | 152              | 4.53             | 34                  |
| Percy-en-Auge          | 14493        | 230              | 7.04             | 33                  |
| Saint-Julien-le-Faucon | 14600        | 736              | 3.22             | 229                 |
| Vieux-Fumé             | 14749        | 482              | 6.69             | 72                  |